# Gyrinophilus porphyriticus
Gyrinophilus porphyriticus és una espècie d'amfibi urodel de la família Plethodontidae. El nom específic en llatí ve del grec, que vol dir color de pòrfir, una pedra porpra, i aquesta salamandra també ha estat anomenada salamandra porpra.
Es troba al Canadà i als Estats Units.
El seu hàbitat natural són els boscos temperats, rius, pantans, maresmes d'aigua dolça, en carsts de terra endins i coves.
Encara que la desforestació és una amenaça potencial, es produeix en moltes àrees protegides i no està com a espècie amenaçada a la Llista Vermella de la UICN

## Descripció
Com tots els membres de la família Plethodontidae aquestes salamandres tenen un solc nasolabial. La subespècie G. p. porphyriticus i G. p. duryi són salamandres que poden arribar a fer de 12,1 a 19 cm
de llargària. La longitud rècord és de 23,18 cm. La línia de llum de l'ull al nas està vorejat per sota de pigment gris, però les marques no sempre són visibles. La coloració dorsal varia de marró clar o salmó al rosa o vermellós. El color de fons té un aspecte tèrbol, i les marques més fosques són vagues. La subespècie G. p. danielsi i G. p. dunni són salamandres que poden arribar a fer de 13 a 19 cm. La longitud rècord és de 20,5 cm. La línia blanca dels ulls] a fossa nasal vorejat per una línia sota conspicu marró fosc o negre, és distintiu. També pot haver-hi una línia fosca per sobre de la línia blanca, sovint visible. La dorsal pot ser de coloració vermellosa clara, salmó, o amb marques ataronjats groguencs amb taques negres o marronosos o taques.

## Hàbitat
Aquesta espècie es troba en aigües fredes i fonts de muntanya, però també és probable que es trobi en qualsevol depressió humida sota troncs, Pedres, o a les fulles del bosc circumdant.

## Distribució geogràfica
La seva distribució comprèn des del sud del Quebec al nord d'Alabama i l'extrem nord-est de Mississipi. També hi ha una colònia aïllada al Comtat de Hamilton, Ohio. El G. p. duryi és present al sud d'Ohio, a l'est de Kentucky, Virgínia Occidental i l'oest de Virgínia. L'Àrea de distribució del G. p. danielsi és el sud de les Muntanyes Apalatxes i l'adjacent Piemont de Carolina del Nord a Alabama. El G. p. dunni es distribueix a través de la porció sud de la Blue Ridge Província de Piemont i el sud-oest de Carolina del Nord a l'est fins al centre d'Alabama. La subespècie nominal, G. p. porphyriticus, ocupa la resta de l'àrea de distribució geogràfica d'aquesta espècie.

## Subespècies
- Gyrinophilus porphyriticus porphyriticus
- Gyrinophilus porphyriticus duryi
- Gyrinophilus porphyriticus danielsi
- Gyrinophilus porphyriticus dunni